# Grace Bussell
Grace Bussell (Ellensbrook, 23 september 1860 – Guildford, 7 oktober 1935) was West-Australiës eerste nationale heldin. Ze redde samen met Sam Isaacs, een inheemse veehoeder die voor haar vader werkte, de drenkelingen van het op 1 december 1876 in moeilijkheden geraakte stoomschip Georgette.

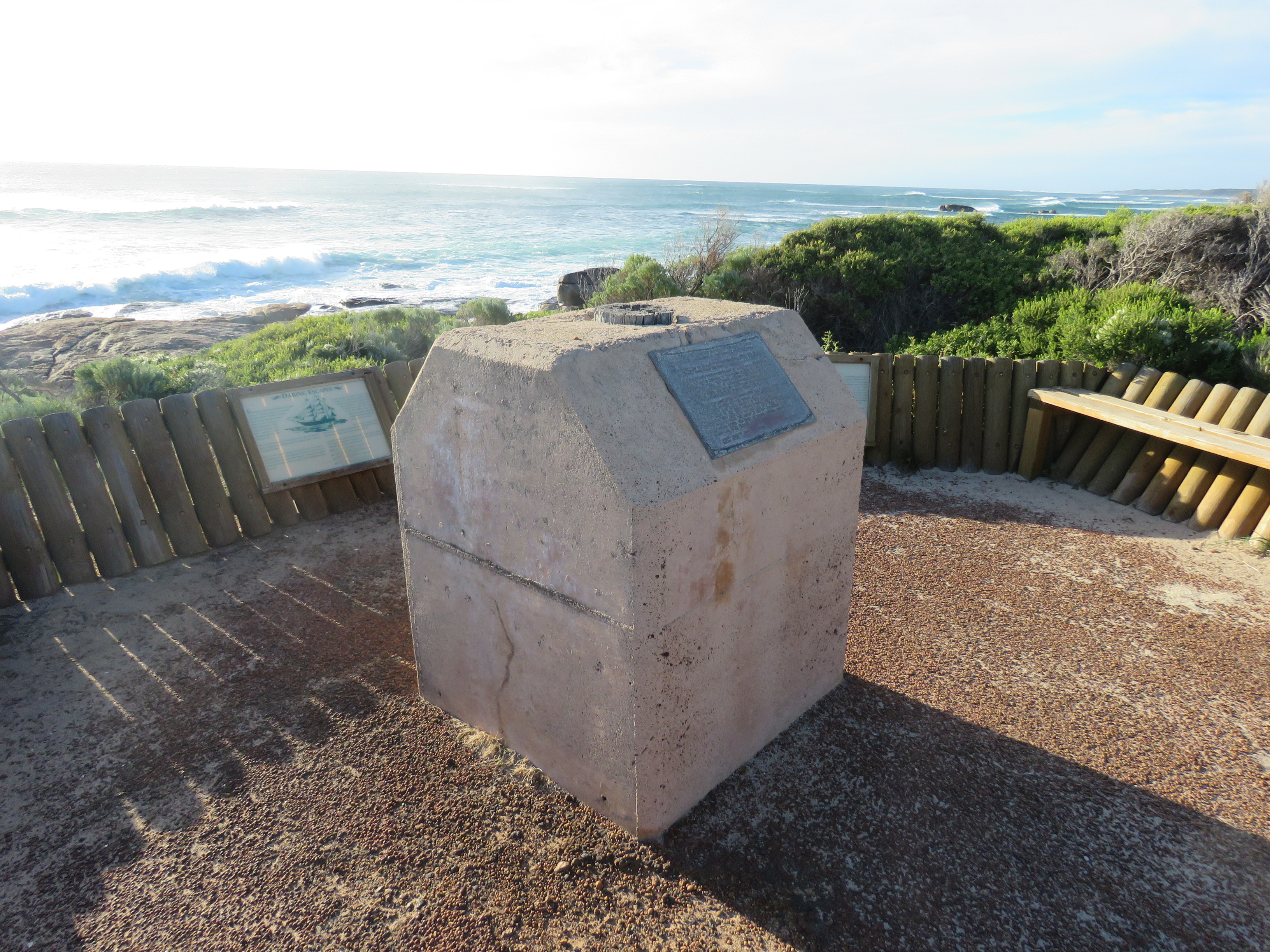
Gedenkplaat aan 'Redgate Beach'

## Vroege leven
Grace Bussells ouders waren Alfred Pickmore Bussell en Ellen Heppingstone, gehuwd in Wonnerup op 22 augustus 1850. De familie Bussell was een vooraanstaande West-Australische pioniersfamilie. John Bussell was de nonkel van Grace Bussell.
Grace Bussell werd in 1860 te Ellensbrook nabij Margaret River geboren. Nadat het gezin Bussell van Ellensbrook naar Walcliffe aan de monding van de Margaret was verhuisd, ontdekte ze 'Wallcliffe Cave' achter het familiale huis. In 1878 ontdekte ze ook 'Calgardup Cave'.

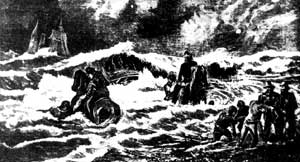
De redding van de SS Georgette' (Illustrated Sydney News, 3 februari 1877)

## De redding van de opvarenden van de SSGeorgette
Op 29 november 1876 was het stoomschip Georgette de haven van Fremantle uitgevaren met Adelaide als bestemming. Het schip had een lading jarrah en een vijftigtal opvarenden aan boord. In de nacht van 1 december kreeg het schip een lek, de pompen deden het niet en de motoren vielen uit. De reddingsboten waarmee de opvarenden probeerden aan land te raken sloegen in het slechte weer om. Twaalf opvarenden verdronken.
Over de redding van de overige opvarenden bestaan verschillende versies. Maar het komt erop neer dat Sam Isaacs, een inheemse veehoeder ('stockman') die voor de familie Bussell werkte, samen met Grace Bussell vanaf een steile klif te paard naar het strand afdaalden. Ze reden het water in naar het schip toe. De opvarenden hielden zich aan beide ruiters en paarden vast en werden aan land gebracht. Volgens een enkele bron zou Bussells paard echter geweigerd hebben naar het schip te zwemmen en zou ze de drenkelingen enkel door de branding aan land gebracht hebben.
Een artikel in de 'Inquirer and Commercial News' van de hand van H.C. Barrett op 31 januari 1877 leidde tot internationale belangstelling voor de redding. Barrett echter zag in Sam Isaacs slechts Grace Bussells 'zwarte bediende'. Daardoor ging bijna alle aandacht naar de jonge Grace Bussell. Ze ontving in 1878 een zilveren medaille van de 'Royal Humane Society', een gouden horloge en werd de 'Grace Darling of the West' genoemd. Isaacs ontving een bronzen medaille en 40 hectare kroonland. Na protest van de bevolking omwille van de ongelijke behandeling ontving later ook Isaacs een zilveren medaille.

## Verdere leven
Op 20 februari 1882 huwde Grace Bussell in de 'St Mary's Church' te Busselton met Frederick Slade Drake-Brockman. Ze kregen samen drie dochters en vier zonen, waarvan de meesten opmerkelijke loopbanen realiseerden. Grace stierf in 1935 te Guildford.

## Nalatenschap
Gracetown en Lake Grace werden naar Grace Bussell vernoemd. Aan 'Redgate Beach' is een gedenkplaat aangebracht. Bij laag water en afhankelijk van de zandverplaatsing kan het scheepswrak nog onderscheiden worden.
- Trove: 1517892